# Sơn Vĩ (Bắc Ngụy)
Sơn Vĩ (chữ Hán: 山伟, ? – ?), tự Trọng Tài, người dân tộc Tiên Ti, tịch quán ở Lạc Dương, Hà Nam, nguyên quán ở quận Đại (nay thuộc Sơn Tây), quan viên cuối đời Bắc Ngụy. Ông giữ trách nhiệm ghi chép quốc sử, nhưng bỏ phế khoảng 20 năm không có thêm chữ nào, khiến cho sách sử của nhà Bắc Ngụy gặp nhiều khiếm khuyết hơn hẳn các triều đại khác trong lịch sử Trung Quốc.

## Thân thế
Ông nội là Sơn Cường, dung mạo đẹp dẽ, mình dài 8 thước 5 tấc, giỏi cưỡi ngựa bắn tên, giương được cung có sức kéo 5 thạch. Cường làm Tấu sự trung tán, theo Bắc Ngụy Hiến Văn đế đi săn ở Phương Sơn, có hai con cáo chạy đến trước mắt hoàng đế, vì thế đế giáng chiếu sai Cường bắn chúng, trong vòng trăm bước cả hai con cáo đều bị bắt. Cường làm đến Nội hành trưởng.
Cha là Sơn Trĩ Chi , từng làm Doanh Lăng lệnh. Vĩ theo cha đến huyện, thờ người trong huyện là Vương Huệ làm thầy, học khắp kinh sử. Trĩ Chi làm đến Kim Minh thái thú.

## Sự nghiệp
Đầu thời Hiếu Minh đế, Nguyên Khuông làm Ngự sử trung úy, lấy Vĩ kiêm chức Thị ngự sử. Vào Đài thành mới 5 ngày thì gặp tết Nguyên đán, Vĩ coi cửa Thần Vũ, chú họ bên vợ làm Vũ Lâm đội chủ, đánh Trực trưởng ở cửa điện, ông lập tức hặc tấu. Nguyên Khuông khen ngợi, được ít lâu tâu xin cho Vĩ chuyển sang tham gia chánh sự. Sau đó Vĩ được thiếp (tức là bổ thêm) làm Quốc tử trợ giáo, rồi thăng làm Viên ngoại lang, Đình úy bình.
Bấy giờ Bắc Ngụy chưa phát sinh chiến sự, quan lại khó lòng thăng tiến, mà người gốc Đại quận phần nhiều lại không có quan hệ trong triều đình. Đến khi hai phương Lục trấn, Lũng Tây khởi nghĩa, quyền thần Nguyên Xoa muốn dùng người Đại đến truyền chiếu vỗ về dân nghèo, nên con cháu mục thú tình nguyện có hơn trăm người; Xoa lại muốn tận dùng bọn họ, nhân đó tâu xin lập đội Huân phụ (tức là quý tộc), tuyển chọn dựa vào xuất thân. Từ đây người phương bắc mới được thu dùng. Vĩ bèn tâu lên, ca ngợi đức hạnh của Xoa; Xoa vốn không biết Vĩ, hỏi thăm Thị trung, An Phong vương Nguyên Duyên Minh, Hoàng môn lang Nguyên Thuận, bọn Thuận nhân vậy khen ngợi và tiến cử ông. Xoa lệnh cho bộc xạ Nguyên Khâm tiến dẫn Vĩ kiêm Thượng thư nhị thiên thạch lang, sau đó chánh danh làm Sĩ lang. Vĩ được làm Tu khởi cư chú ; sau đó bộc xạ Nguyên Thuận giữ trách nhiệm Lĩnh tuyển, dâng biểu tiến cử ông làm Gián nghị đại phu.
Khi Nhĩ Chu Vinh gây ra biến cố Hà Âm, Vĩ đang trực trong cung, nên tránh được vạ. Đến khi Hiếu Trang đế vào cung, tiếp tục cho Vĩ trừ chức Cấp sự hoàng môn thị lang. Ít lâu Vĩ được lĩnh Trước tác lang.
Tiết Mẫn đế lên ngôi, Vĩ được trừ chức An đông tướng quân, Bí thư giám, vẫn làm Trước tác. Vĩ tự nhận có công giữ gìn quốc sử trong lúc chiến loạn, lại nhờ dựa dẫm Nhĩ Chu Thế Long, nên được phong Đông A huyện bá. Sau đó Vĩ được tiến làm Thị trung.
Đầu thời Đông Ngụy Hiếu Tĩnh đế, Vĩ được trừ chức Vệ đại tướng quân, Trung thư lệnh, Giám khởi cư. Sau đó Vĩ được giữ bản quan, trở lại lĩnh chức Trước tác, rồi mất khi đang ở chức; được tặng Phiếu kỵ đại tướng quân, Khai phủ nghi đồng tam tư, Đô đốc, U Châu thứ sử, thụy là Văn Trinh công. Con là Sơn Ngang được tập tước.

## Tính cách
Quốc sử nhà Bắc Ngụy được các danh nho Đặng Uyên, Thôi Sâm, Thôi Hạo, Cao Doãn, Lý Bưu, Thôi Quang nối nhau biên soạn, cho đến khi Vĩ với Kỳ Tuấn gièm pha với Thượng Đảng vương Nguyên Thiên Mục và sau đó là Nhĩ Chu Thế Long, rằng quốc thư thì phải giao cho người Đại tu sửa và tập hợp, không nên giao cho người nơi khác; thế là Tuấn, Vĩ thay nhau giữ lấy bộ sách này. Nhưng bọn Vĩ chỉ lưu giữ mà không ghi chép thêm chữ nào, từ khi Thôi Hồng mất cho đến khi Vĩ hết đời là chừng hai mươi năm, chính là giai đoạn loạn lạc cuối đời Bắc Ngụy, có rất nhiều sự kiện, đời sau chấp bút nhưng thiếu thốn chứng cứ, sự thiếu hụt sử liệu về nhà Bắc Ngụy là do Vĩ mà ra. Sau khi Nhĩ Chu Triệu vào Lạc Dương, quan lại tan chạy, Quốc sử điển thư Cao Pháp Hiển đem chôn sử thư (của nhà Bắc Ngụy), nên không bị thất lạc. Vĩ tự lấy làm công của mình, để cầu phong thưởng, xu phụ Nhĩ Chu Thế Long, nên được phong Bá tước, còn Cao Pháp Hiển chỉ được Nam tước.
Vĩ ra vẻ thâm trầm và nhân hậu, thật ra hăng hái và ganh đua, thời trẻ ông cùng Kỳ Tuấn rất thân thiết, nhưng cuối đời tranh giành danh vị mà trở nên như nước với lửa. Vĩ kết đảng với Vũ Văn Trung Chi, tập hợp nhưng người gốc Đại, bậc danh hiền đương thời đều ghét sợ họ.
Nhưng Vĩ yêu chuộng văn sử, càng già càng ham đọc sách. Em trai Vĩ mất sớm, ông nuôi vợ góa, dạy con thơ của anh ta, cho ở cùng nhà hơn 20 năm, ân nghĩa rất hậu. Vĩ làm quan không thu vén cho riêng mình, đến khi mất gia đình phải bán nhà để lo tang sự, vợ con phiêu bạc, khiến kẻ sĩ thương xót.

## Dị sự
Trước khi xảy ra biến cố Hà Âm, Vĩ với Nghi tào lang Viên Thăng, Đồn điền lang Lý Duyên Hiếu, Ngoại binh lang Lý Hoán, Tam công lang Vương Duyên Nghiệp đang đi xe ngựa, nhưng ông đi chậm hơn một chút. Trên đường gặp một ni cô, nhìn bọn Thăng mà than rằng: "Duyên nghiệp của bọn mày, là chết cùng ngày." Lại nói với Vĩ rằng: "Anh nên ở gần thiên tử, sẽ được chức quan tốt." Bọn Thăng đều bị hại ở Hà Âm, mọi việc quả như lời ấy.